# آلان كوتيه (لاعب هوكي جليد)
آلان كوتيه هو لاعب هوكي جليد كندي، ولد في 14 أبريل 1967 في مونتماغني في كندا.

## وصلات خارجية
- آلان كوتيه على موقع دوري الهوكي الوطني (الإنجليزية)
- آلان كوتيه على موقع EliteProspects.com (الإنجليزية)
- آلان كوتيه على موقع Eurohockey.com (الإنجليزية)
- آلان كوتيه على موقع HockeyDB.com (الإنجليزية)
- آلان كوتيه على موقع Hockey-Reference.com (الإنجليزية)